# Elecciones al Reichstag de noviembre de 1933
El 12 de noviembre de 1933 se celebraron en Alemania elecciones para elegir un nuevo Reichstag. Fueron las segundas durante el gobierno del Partido Nazi, y las primeras desde que Adolf Hitler se apoderase de forma efectiva de los poderes dictatoriales con la aprobación de la Ley Habilitante.

## Contexto histórico
Para estos comicios todos los partidos de la oposición habían sido prohibidos, y a los votantes se les presentó una lista única que comprendía a los nazis y a 22 "invitados" no miembros del Partido Nazi. A pesar del carácter de partido único del régimen nazi, estos "invitados", entre los que se encontraba Alfred Hugenberg, eran totalmente compatibles con el nuevo régimen de Hitler.
Estas elecciones marcaron la pauta para todas las elecciones y referéndums celebrados durante la época nazi. El voto no fue secreto y en varias zonas del país personas fueron amenazadas con represalias por no haber concurrido a sufragar o por haberse atrevido a votar por la opción del No.  A pesar de las amenazas y coacciones, unos 3,3 millones de votantes presentaron votos en contra o nulos, lo que representaba un 7,89% del electorado. Los comicios se celebraron el mismo día que tenía lugar un referéndum separado sobre la decisión de Hitler de sacar a Alemania de la Sociedad de Naciones, cuya opción afirmativa fue aprobada con un número de votos similar. 

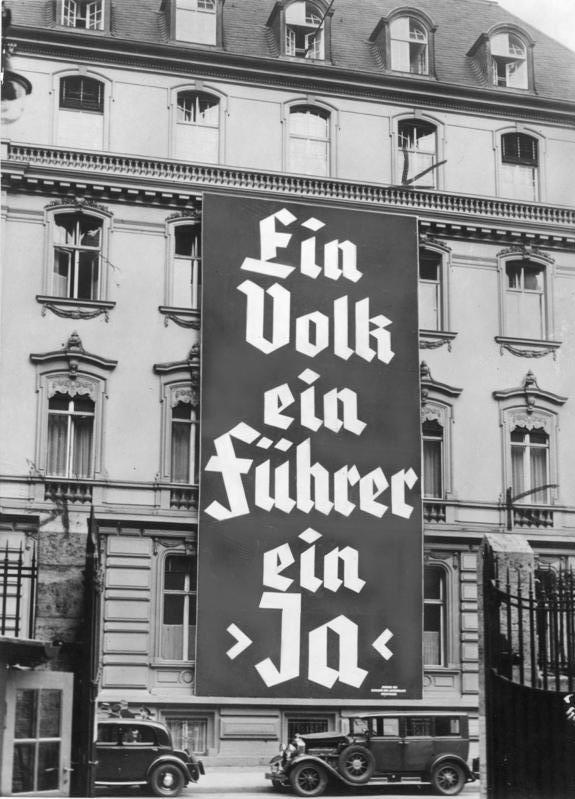
Propaganda electoral nazi: "Un pueblo, un Führer, un Sí".

El nuevo Reichstag, compuesto exclusivamente por miembros del Partido Nazi y simpatizantes escogidos, fue convocado por primera vez el 12 de diciembre para elegir un Presidium encabezado por el presidente del Reichstag, Hermann Göring.

## Resultados
| Partido                                  | Votos      | %     | Escaños |
| ---------------------------------------- | ---------- | ----- | ------- |
| Partido Nacionalsocialista Obrero Alemán | 39,655,224 | 92.11 | 661     |
| En contra                                | 3,398,249  | 7.89  | –       |
| Votos nulos/blancos                      | 3,398,249  | 7.89  | –       |
| Total                                    | 43,053,473 | 100   | 661     |
| Votantes inscritos/Participación         | 45,178,701 | 95.30 | –       |
| Fuente: Nohlen & Stöver                  |            |       |         |